# Queen of the South Football Club
Pour les articles homonymes, voir Queen of the south.
Maillots
Actualités
Dernière mise à jour : 28 mars 2020.
Le Queen of the South Football Club est un club écossais de football basé à Dumfries.
En 2008, le club perd en finale de la Coupe d'Écosse contre les Rangers. Cette même année il participe pour la première fois, et unique pour l'instant, à la Coupe UEFA. L'équipe est opposée au FC Nordsjaelland au deuxième tour qualificatif, mais est défaite 4-2 sur les deux matchs (aller : 2-1 ; retour : 2-1).

## Historique
- 1919 : fondation du club par fusion de Arrol-Johnson et de Dumfries FC & K.O.S.B
- 1933 : 1re participation au championnat de 1re division (1933/1934)
- 2008 : Première et unique à ce jour, participation à la Coupe UEFA
- 2022 : Relégation en Scottish League One (D3)

## Palmarès et records

### Palmarès
| Compétitions nationales | Compétitions internationales                                                                     |
| - Championnat d'Écosse (0) : - Meilleur classement : 4e en 1934. - Championnat d'Écosse de deuxième division (3) : - Champion : 1951, 2002 et 2013. - Vice-champion : 1933, 1962, 1975, 1981 et 1986. - Championnat d'Écosse de troisième division (0) : - Vice-champion : 1925. - Coupe d'Écosse (0) : - Finaliste : 2008. - Coupe de la Ligue (0) : - Meilleur parcours : demi-finale en 1951 et 1961. - Scottish Challenge Cup (2) : - Vainqueur : 2003 et 2013. - Finaliste : 1998, 2011 et 2022 - Scottish Qualifying Cup (1) : - Vainqueur : 1924. | - Ligue Europa (0) : - Participation : 1. - Meilleur parcours : 2e tour de qualification (2009). |

### Parcours européen
- Q = tour

| Saison    | Compétition | Round | Pays     | Équipe Adverse   | Score   |
| --------- | ----------- | ----- | -------- | ---------------- | ------- |
| 2008-2009 | Coupe UEFA  | 2Q    | Danemark | FC Nordsjaelland | 1-2,1-2 |

## Joueurs et personnalités du club

### Entraîneurs
Le tableau suivant présente la liste des entraîneurs du club depuis 1919.
| Rang | Nom                    | Période   |
| ---- | ---------------------- | --------- |
| 1    | Committee Members      | 1919-1921 |
| 2    | Joe Dodds              | 1922-1923 |
| 3    | Board of Directors     | 1924-1927 |
| 4    | Alex Wright            | 1928-1931 |
| 5    | Board of Directors     | 1932-1934 |
| 6    | George McLachlan       | 1935-1937 |
| 7    | Willie Ferguson        | 1937-1938 |
| 8    | Jimmy McKinnell Senior | 1938-1946 |
| 9    | Jimmy McKinnell Junior | 1946-1961 |
| 10   | George Farm            | 1961-1964 |
| 11   | Board of Directors     | 1964-1965 |
| 12   | Bobby Shearer          | 1965-1966 |
| 13   | Jackie Husband         | 1967-1968 |
| 14   | Board of Directors     | 1968-1970 |
| 15   | Harold Davis           | 1970-1971 |

| Rang | Nom            | Période   |
| ---- | -------------- | --------- |
| 16   | Jim Easton     | 1971-1973 |
| 17   | Willie McLean  | 1973-1975 |
| 18   | Mike Jackson   | 1975-1978 |
| 19   | Willie Hunter  | 1978-1979 |
| 20   | Billy Little   | 1979-1980 |
| 21   | George Herd    | 1980-1981 |
| 22   | Harry Hood     | 1981-1982 |
| 23   | Drew Busby     | 1982-1984 |
| 24   | Nobby Clark    | 1984-1986 |
| 25   | Mike Jackson   | 1986-1987 |
| 26   | Davie Wilson   | 1987-1989 |
| 27   | Billy McLaren  | 1989-1990 |
| 28   | Frank McGarvey | 1990-1991 |
| 29   | Ally MacLeod   | 1991-1992 |
| 30   | Derek Frye     | 1992-1993 |

| Rang | Nom                           | Période            |
| ---- | ----------------------------- | ------------------ |
| 31   | Billy McLaren                 | 1993-1996          |
| 32   | Rowan Alexander & Mark Shanks | 1996-1999          |
| 33   | George Rowe & Ken Eadie       | 1999-2000          |
| 34   | John Connolly                 | 2000-2004          |
| 35   | Iain Scott                    | 2004-2005          |
| 36   | Ian McCall                    | 2005-2007          |
| 37   | Gordon Chisholm               | 2007-2010          |
| 38   | Kenny Brannigan               | 2010-2011          |
| 39   | Gus MacPherson                | 2011-2012          |
| 40   | Allan Johnston                | 2012-2013          |
| 41   | Jim McIntyre                  | 2013-2014          |
| 42   | James Fowler                  | 2014-avr.2016      |
| 43   | Gavin Skelton                 | avr. 2016-nov.2016 |
| 44   | Gary Naysmith                 | déc. 2016-mai 2019 |
| 45   | Allan Johnston                | mai 2019-fév. 2022 |

### Joueurs emblématiques
- Cammy Bell
- Jimmy Binning
- Bobby Connor
- Stephen Dobbie
- George Farm
- Alex Forsyth
- Hughie Gallacher
- Andy Goram
- Dave Halliday
- George Hamilton
- Harry Hood
- Derek Lyle
- Neil Martin
- Jamie McAllister
- David McCrae
- Frank McGarvey
- Ally McLeod
- Colin McMenamin
- Jordan McMillan
- Robbie Neilson
- Bobby Shearer
- Craig Sives
- Derek Townsley
- Ivor Broadis
- Leon Knight
- Sam English
- Bernie Slaven
- Ludovic Roy
- Marvin Andrews